# Fays-la-Chapelle
Fays-la-Chapelle is een gemeente in het Franse departement Aube (regio Grand Est) en telt 143 inwoners (1999). De plaats maakt deel uit van het arrondissement Troyes.

## Geografie
De oppervlakte van Fays-la-Chapelle bedraagt 0,6 km², de bevolkingsdichtheid is 238,3 inwoners per km².
De onderstaande kaart toont de ligging van Fays-la-Chapelle met de belangrijkste infrastructuur en aangrenzende gemeenten.

## Demografie
Onderstaande figuur toont het verloop van het inwonertal (bron: INSEE-tellingen).

Vanwege een beveiligingsprobleem met de MediaWiki Graph-software is het momenteel niet mogelijk deze grafiek weer te geven. Zodra de software is bijgewerkt zal de grafiek vanzelf weer zichtbaar worden.